# Zamach stanu w Mali (2020)
Zamach stanu w Mali w 2020 – udany zamach stanu w Mali, który miał miejsce w sierpniu 2020 roku. Dokonali go zbuntowani żołnierze z bazy wojskowej w mieście Kati. W jego wyniku prezydent Mali Ibrahim Keita ogłosił swoją dymisję oraz rozwiązanie parlamentu w nocy z 18 na 19 sierpnia 2020.

## Geneza
Niezadowolenie społeczne w Mali było związane z zarzutami o korupcję wśród członków najwyższych władz oraz problemami z rebelią dżihadystów na północy kraju. Protesty organizowała koalicja M5-RFP, będąca konglomeratem liderów politycznych, religijnych oraz społecznych.

## Przebieg
Prezydent Ibrahim Boubacar Keïta oraz premier Boubou Cisse zostali aresztowani 19 sierpnia w stolicy Mali, Bamako. Zatrzymania dokonali żołnierze z bazy wojskowej w Kati. Bunt w tej samej bazie wojskowej w 2012 roku doprowadził do obalenia ówczesnego prezydenta Amadou Toumani Touré.
Kilka godzin po zatrzymaniu, prezydent ogłosił swoją dymisję oraz rozwiązanie rządu i parlamentu. Prezydent uzasadnił swoją decyzję chęcią niedopuszczenia do wojny domowej. Jednocześnie zbuntowani żołnierze ogłosili zamiar przeprowadzenia wyborów mających wyłonić następcę obalonego Keïty. Po wkroczeniu puczystów do stolicy, jej mieszkańcy witali ich z zadowoleniem.

## Następstwa
21 września 2020 roku Ba N'Daou został mianowany tymczasowym prezydentem Mali, zaś pułkownik Goita wiceprezydentem. Nowy, tymczasowy rząd został powołany na okres 18 miesięcy, po którym miały się odbyć wybory. 18 stycznia 2021 roku został rozwiązany Narodowy Komitet Ocalenia Ludu. Napięcia między wojskowymi a cywilnymi członkami tymczasowego rządu doprowadziły do kolejnego zamachu stanu w maju 2021 roku.

## Reakcje międzynarodowe
Społeczność międzynarodowa potępiła zamach stanu w Mali. Sekretarz Generalny ONZ Antonio Guterres wezwał do uwolnienia prezydenta Keity oraz pozostałych zatrzymanych urzędników.
Wydarzenia w Mali potępił również szef dyplomacji Unii Europejskiej, Josep Borrell, Unia Afrykańska oraz minister spraw zagranicznych Francji Jean-Yves Le Drian.
Francja i Niger złożyły wniosek o organizację specjalnego posiedzenia Rady Bezpieczeństwa ONZ dotyczącego sytuacji w Mali.